# Економска школа Чачак
Економска школа Чачак је образовно-васпитна установа у Чачку. 

## Историјат школе
Економска школа у Чачку основана је 1948. године Одлуком Владе Републике Србије бр.527. Од тада до данас школа је више пута трансформисана.
У првом периоду развоја школе од 1948. до 1968. године деловале су Државна трговачка академија и Економска средња школа.
Други период развоја је био од 1968. до 1978. године је означио трансформацију Економске школе у Школски центар за образовање економских кадрова и кадрова за трговину, угоститељство и туризам (Економски образовни центар).
Треће раздобље је било од 1978. до 1988. године и карактерише интеграција чачанских средњих школа у Центар усмереног образовања и васпитања "Чачак", а Економски образовни центар у оквиру сложене организације постаје ООУР Друштвених и услужних делатности "4-јули"
Раздобље од 1988. године карактерише крај експерименталне фазе усмереног образовања и враћање на основно опредељење од оснивања установе - Економска школа Чачак.

## Организација рада
Од школског простора Економска школа има: 9 (девет) кабинета, 6 (шест) специјализованих учионица и 6 (шест) класичних учионица, канцеларијски биро за рад финансијских администратора и виртуелну банку за рад банкарских службеника, кабинет за виртуелно осигуравајуће друштво за службенике осигурања као и биро за комерцијалисте. Простор некадашњег кабинета за услуживање који се користи као вишенаменска просторија / настава, састанци са ученицима и родитељима.
Школа ради у две смене које се мењају петнаестодневно.
Школа има своју библиотеку. Ученици су користили библиотечки простор и као читаоницу и за реализацију ваннаставних активности.

## Образовни профили
Економски техничар
Комерцијалиста
Трговац
Финансијско рачуноводствени техничар